# Безак, Николай Александрович
Никола́й Алекса́ндрович Бе́зак (28 марта (9 апреля) 1836 — 31 марта (12 апреля) 1897) — русский государственный деятель, генерал-лейтенант, начальник Главного управления почт и телеграфов (ГУПТ), член Государственного совета.

## Биография
Сын генерала Александра Павловича Безака (1801—1868) и Любови Ивановны Стороженко.
Окончил Пажеский корпус (1854), выпущен в лейб-гвардии Преображенский полк.
В Крымской войне участвовал в обороне Балтийских берегов. Окончил артиллерийскую академию, затем — Академию генерального штаба (1860). В 1866 году удостоен звания флигель-адъютанта. В 1875 году полковнику Н. А. Безаку было поручено формирование 5-й гвардейской конной батареи, будучи командиром которой он принимал участие в Русско-турецкой войне 1877—1878 годов, — участвовал в атаке на Телиш (батарея получила отличие, а Н. А. Безак — золотую саблю), осаде Плевны, занятии Софии и сражении под Филиппополем. За переход через Балканы Безак получил чин генерал-майора с назначением в Свиту Его Величества.
После войны занимал должности Ярославского (1878—1880) и Нижегородского (1880—1882) губернатора. Был избран почётным гражданином Ярославля.
В 1886 году был произведён в генерал-лейтенанты. В 1895 году был назначен членом Государственного совета.
Похоронен на Никольском кладбище Александро-Невской лавры.

## Вклад в почтовое дело
Находился во главе телеграфного и почтового ведомств с 31 августа 1882 года по 22 июля 1895 года
В 1882—1884 годах был директором Телеграфного департамента Министерства внутренних дел. Затем, с 1884 по 1895 год, служил самым первым начальником только что образованного ГУПТ.
Под руководством Николая Безака была осуществлена реорганизация почтовых и телеграфных учреждений Российской империи; объединил почтовый и телеграфный департамент, соединил более трех тысяч почтовых и тысячу телеграфных контор и отделений в единую систему. К концу его деятельности в стране было более четырех тысяч полнопрофильных учреждений и более двух с половиной тысяч вспомогательных. В числе прочего, изменения коснулись замены почтового герба на всех знаках почтовой оплаты на герб почтово-телеграфный, который представлял собой герб России с расположенными под ним перекрещивающимися рожка́ми и телеграфными стрелками. Подобную замену Н. А. Безак произвёл в качестве пробной меры на бланках открытых писем уже в 1886 году.
В начале 1885 года Н. А. Безак возглавил делегацию России на III Всемирном почтовом конгрессе в Лиссабоне, где добился права увеличить тариф на русскую международную корреспонденцию. Этот шаг способствовал увеличению доходов в казну в условиях, когда финансовое положение России ухудшилось.
В 1886 году по представлению Н. А. Безака был открыт Электротехнический институт, первое высшее заведение по электротехнике в России. В этом же году решено строить телефонные сети за счёт казны.
22 ноября 1888 года Н. А. Безак обратился к Санкт-Петербургскому почт-директору с идеей, предполагавшей введение в почтовое делопроизводство специальных обёрток для бандеролей с предварительно напечатанными на них марками и попросил того высказать свои соображения на этот счёт. Несколько раньше Безак адресовал аналогичную просьбу о введении бланков для закрытых писем. После получения положительного ответа от почт-директора, Николай Безак дал поручения I и IV отделениям ГУПТ согласовать с Экспедицией заготовления государственных бумаг вопрос о печати необходимых образцов и заказать требуемое количество обёрток для бандеролей и бланков для закрытых писем.
В 1891 году участвовал в венском Всемирном почтовом конгрессе.

## Награды
Российские
- Орден Святого Станислава 3-й степени (1863);
- Орден Святой Анны 3-й степени (1865);
- Орден Святого Станислава 2-й степени (1870);
- Орден Святого Владимира 4-й степени (1872);
- Орден Святой Анны 2-й степени (1874);
- Золотая сабля «За храбрость» (1878);
- Орден Святого Владимира 3-й степени с мечами (1878);
- Орден Святого Станислава 1-й степени (1880);
- Орден Святой Анны 1-й степени (1883);
- Орден Святого Владимира 2-й степени (1885);
- Орден Белого Орла (1888);
- Орден Святого Александра Невского (1891);
- Бриллиантовые знаки к Ордену Святого Александра Невского (1896).

Иностранные
- персидский Орден Льва и Солнца 2-й степени с алмазами (1873);
- мекленбург-шверинский Орден Вендской короны, командорский крест (1874);
- персидский Орден Льва и Солнца 1-й степени (1878);
- португальский Орден Непорочного зачатия, большой крест (1878);
- японский Орден Восходящего солнца (1887);
- датский Орден Данеброг, большой крест (1890);
- французский Орден Почетного легиона, большой офицерский крест (1891);
- прусский Орден Красного орла, большой крест (1891);
- австрийский Орден Железной короны 1 степени (1891);
- бухарский орден Восходящей Звезды с алмазами (1893);
- шведский Орден Полярной звезды 1-й степени (1896).

## Семья
Жена (с 1863 года) — Мария Фёдоровна Лугинина (1841—03.11.1912), дочь богатейшего землевладельца Костромской губернии и сестра основателя первой в России термохимической лаборатории. По словам князя С. Д. Урусова, была «одной из тех редких женщин, которые имеют талант привлекать сердца не столько красотой и молодостью, сколько обаянием присущих им свойств изящества, благожелательности, тонкого и деликатного проникновения в духовную сущность и разнообразные интересы лиц, с которыми ведут знакомства». В период губернаторства мужа в Ярославле, вокруг Марии Фёдоровны образовался кружок мужчин и дам, принадлежавших к числу лучших представителей ярославского общества. Её популярность служила на пользу Безаку и облегчала его службу, а богатство окончательно упрочило положение их семьи в высшем обществе. Умерла в Петербурге от крупозного воспаления легких, похоронена в Александро-Невской ларе. Их дети:
- Александр (1864—1942), адъютант великого князя Николая Михайловича, полковник. В эмиграции во Франции.
- Фёдор (1865—1940), киевский губернский предводитель дворянства, член Государственного совета по выборам.
- Николай (1867—1918), помощник статс-секретаря Государственного совета, камергер.
- Мария (1869—1951), замужем за Александром Николаевичем Граббе. В эмиграции в США.

Граф Павел Александрович Граббе (1901—?), правнук Павла Христофоровича Граббе, дал следующую характеристику представителям рода Безаков:

Когда я представляю себе семейство Безаков <…>, я думаю, что их отличительной фамильной чертой были упорство и организационные способности. В это понятие «синдрома Безаков» я также включаю живой ум, отточенный, вероятно, самими обстоятельствам жизни.— 